# Shoot ’em up
Shoot ’em up (známý také jako shmup nebo STG) je podžánrem stříleček, ve kterých hráči bojují se svojí postavou nebo s jiným prostředkem, například letadlem nebo vesmírnou lodí, proti velkému počtu nepřátel a snaží se je porazit a zvítězit. Jednotlivé hry se mnohdy liší možnostmi pohybu a úhlu pohledu.
Kořeny žánru sahají až k arkádovým střílečkám z poloviny 20. století a rané mainframové hře Spacewar! (1962). Svou podobu však dostal až vydáním arkády Space Invaders v roce 1978, která jej navíc zpopularizovala a podle které vzniklo mnoho klonů. Žánr pak dále rozvíjely arkádové hity Asteroids a Galaxian (1979). Shoot ’em up hry byly populární v průběhu 80. a na počátku 90. let, ve kterých se začaly členit na další typy, například na skrolovací střílečky, run and gun hry a kolejové střílečky. V polovině 90. let se ze shoot ’em up stal specializovaný žánr, jenž vycházel ze zavedených designových konvencí z minulých let. Začali se tak o něj zajímat zejména nadšenci z Japonska, kteří dali vzniku novému typu zvaném bullet hell.

## Definice
„Shoot ’em up“, známá také jako „shmup“ nebo „STG“ (běžně používaná japonská zkratka pro střílečky), je hra, ve které hlavní hrdina bojuje proti velkému počtu nepřátel tím způsobem, že na ně střílí a vyhýbá se jejich palbě. Ovládaný hráč se musí spoléhat především na reakční čas, aby uspěl. Kritici se však rozcházejí v názoru, jaký z herních prvků definuje žánr shoot ’em up. Někteří jej omezují na hry s určitým druhem provedení, které využívají fixního nebo skrolovacího pohybu. Jiní z nich žánr rozdělují podle hrdinů, jako jsou roboti nebo lidé, a dalších způsobů pohybu, např. ve stylu „po kolejích“ (nebo „do obrazovky“) a „run and gun“. Dle Marka Wolfa se jedná o typ her, v nichž vystupuje více protivníků („em“ je zkratkou pro „them“); hry, ve kterých se střílí jeden na jednoho, označuje za „bojové“. Dříve kritici označovali jako shoot ’em up jakoukoli hru, v níž byla hlavním prvkem střelba, později se však shoot ’em up hry staly specifickým žánrem, jenž vycházel ze zavedených designových konvencí z 80. let 20. století.

### Běžné prvky
Shoot ’em up hry jsou podžánrem stříleček, jež jsou zase druhem akčních videoher. Hrají se obvykle z pohledu shora dolů nebo z boku a hráči musí používat zbraně na dálku, aby mohli cokoli zasáhnout. Hráčovým avatarem je obvykle vozidlo nebo vesmírná loď, jež je neustále pod nepřátelskou palbou. Jeho cílem je tedy co nejrychleji střílet na vše, co se hýbe nebo jej ohrožuje, aby se dostal na konec úrovně a mohl se tak utkat s bossem. V některých hrách vydrží hráčova postava určité poškození, v dalších ji zničí jediný zásah. Hlavními dovednostmi, které jsou ve střílečkách vyžadovány, jsou rychlé reakce a zapamatování si vzorců nepřátelských útoků. Některé hry totiž obsahují ohromné množství nepřátelských střel a pro své přežití si hráči musí zapamatovat jejich vzorce. Tento druh her patří k jednomu z nejrychlejších herních žánrů.
Ve hrách se většinou vyskytuje velké množství nepřátelských postav naprogramovaných tak, aby se chovaly snadno předvídatelným způsobem. Nepřátelé se mohou chovat určitým způsobem v závislosti na svém typu nebo útočit ve formacích, které se hráč může naučit předvídat. Hratelnost bývá přímočará a hráč má k dispozici zbraně různého druhu. Shoot ’em up hry mají málokdy realistickou fyziku; postavy mohou bez setrvačnosti měnit směr a střely se pohybují přímo konstantní rychlostí. Hráčova postava může sbírat „power-upy“, jež jí mohou poskytnout nějakou schopnost, „extra životy“, zdraví, štíty nebo vylepšené zbraně. Různé zbraně jsou často účinné proti různým nepřátelům, ale v těchto hrách je zřídkakdy kladen důraz na počet munice, a tak mají hráči tendenci střílet bez rozmyslu.

## Typy

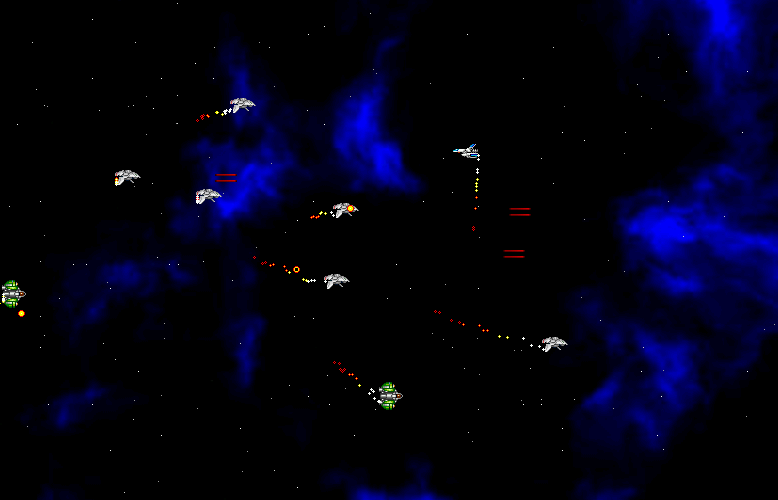
Snímek z Project Starfighter, horizontálně skrolovací hry žánru shoot ’em up

Shoot ’em up jsou zpravidla děleny podle designových prvků, a to zejména podle úhlu pohledu a možností pohybu:
Ve fixních střílečkách je vše včetně pohybu omezeno na jednu herní obrazovku. Většinou je tak omezena aktivita hráče a nepřátel, kdy se postavy mohou pohybovat pouze v jedné ose. Jedná se například o hry Space Invaders (1978), Galaxian (1979), Centipede (1980), Galaga (1981), Pooyan (1982), Galactix (1992), Love Hero (2019) a Doughlings: Invasion (2019).
Vícesměrové střílečky umožňují hlavnímu hrdinovi hry se pohybovat a otáčet o 360 stupňů v jakémkoli směru. Vícesměrové střílečky s jedním joystickem pro ovládání pohybu a druhým joystickem pro střelbu v libovolném směru nezávisle na pohybu se nazývají jako twin-stick shooter. Příkladem jedné z takových her je Robotron: 2084 (1982).
Vesmírné střílečky zahrnují pilotování vesmírné lodi v kosmickém prostoru. Po úspěchu hry Space Invaders byly vesmírné střílečky na přelomu 70. a 80. let 20. století dominantním podžánrem. Tyto hry se mohou překrývat s jinými žánry, například s vesmírnými bojovými simulátory.
Tube shooter je střílečka s plavidlem, které prolétává abstraktní trubkou. Příkladem mohou být hry Tempest (1981) a Gyruss (1983). Vše se většinou pohybuje v jedné ose, což z tohoto žánru dělá poddruh fixních stříleček.
V kolejových střílečkách (rail shooters) jsou pohyby hráče na obrazovce omezeny podle předem definované trasy, kterou má následovat. Hry tohoto druhu často obsahují pohled „do obrazovky“, kdy je akce viděna zpoza herní postavy a pohybuje se „do obrazovky“, zatímco si hráč ponechává kontrolu nad uhýbáním. Mezi kolejové střílečky patří Space Harrier (1985), Captain Skyhawk (1990), Starblade (1991), Star Fox (1993), Star Wars: Rebel Assault (1993), Panzer Dragoon (1995) a Sin and Punishment (2000). Kolejové střílečky, jež využívají herních pistolí light gun, jsou nazývány jako light gun shooters, jsou jimi například Virtua Cop (1994), Time Crisis (1995) a The House of the Dead (1996). Hry žánru light gun, které se odehrávají „na kolejích“, nejsou obvykle řazeny do kategorie shoot ’em up, ale spíše do své vlastní kategorie stříleček z pohledu první osoby.

### Skrolovací střílečky

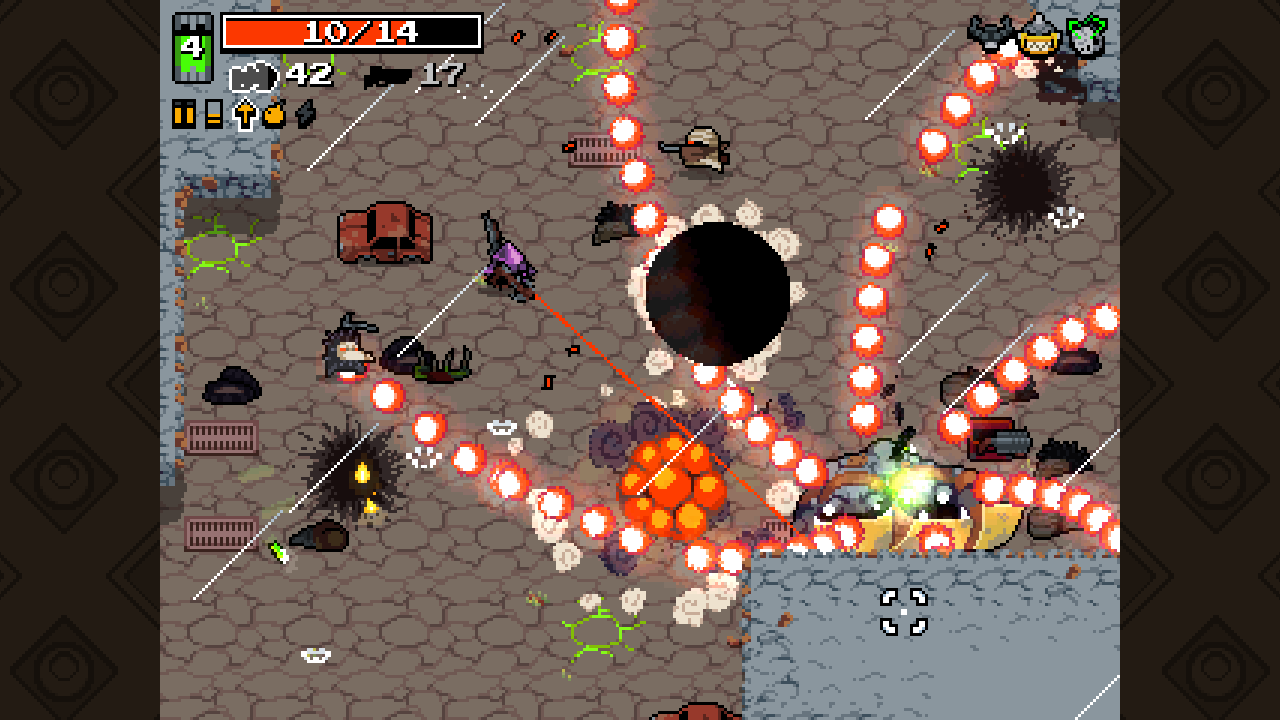
Nuclear Throne, komplexní hra žánru bullet hell

Vertikálně skrolovací střílečky mají pohled shora dolů, přičemž pozadí se na obrazovce posouvá nahoru (v ojedinělých případech i dolů). Jako příklad lze uvést hry Ozma Wars (1979), Vanguard (1981) a Alpha Mission (1985).
Horizontálně skrolovací střílečky, v angličtině též side-scrolling shooters, mají pohled zboku, přičemž pozadí se na obrazovce posouvá horizontálně. Mezi takové hry patří Bomber (1977), Jump Bug (1981) a Gradius (1985).
Izometricky skrolovací střílečky, nebo též izometrické střílečky, využívají izometrického pohledu, jmenovitě například hra Zaxxon (1982) od Segy.
V run and gun, někdy také run’n’gun, střílečkách se protagonista pohybuje a bojuje na vlastních nohách, případně může mít i schopnost skákat. Mezi takové střílečky patří Commando (1985), Ikari Warriors (1986) a Cuphead (2017) a hry ze sérií Contra a Metal Slug. Run and gun hry mohou využívat horizontálně skrolovacího, vertikálně skrolovacího nebo izometrického pohledu a mohou podporovat také vícesměrový pohyb.

### Bullet hell
Bullet hell (japonsky 弾幕, danmaku; v překladu „zátaras“ či „kulový závěs“) je podžánrem stříleček, ve kterých je obrazovka často téměř celá zaplněna nepřátelskými kulkami. Žánr je známý také jako „curtain fire“, „manic shooters“ nebo „maniac shooters“. Vznikl v polovině 90. let jako odnož skrolovacích stříleček.